# Thesszaloniki Régészeti Múzeum
A Thesszaloniki Régészeti Múzeum Görögországban, Szalonikiben található. Gyűjteményébe a görög archaikus, klasszikus, hellenisztikus és római kor leletei tartoznak, főleg Thesszaloniki városából, de a görög Makedónia régió (Nyugat-, Közép- és Kelet-Makedónia) többi részéről is.

## Az épület és a kiállítások
A múzeum épületét Patroklosz Karantinosz tervezte, modern stílusban. 1962-ben épült, 1980-ban pedig új szárnyat adtak hozzá, ahol 1997-ig a verginai leleteket állították ki. 2001–2004-ben, a 2004-es athéni olimpiára való felkészülés részeként alapos felújításon esett át és átrendezték az állandó kiállításokat.

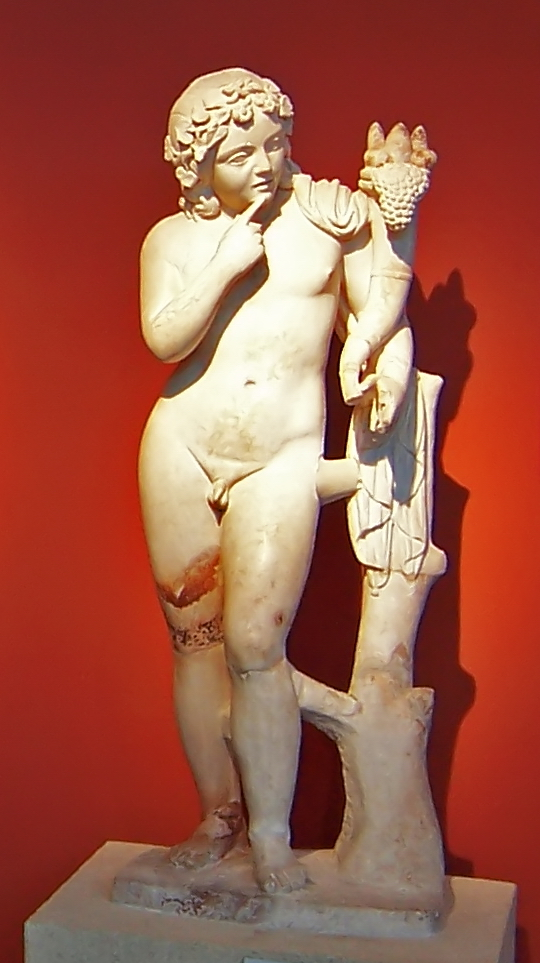
Harpokratész szobra

A központi kiállítótermekben a Thesszalonikiben és környékén, Makedóniában végzett ásatások leleteit állították ki. Az új szárnyban két kiállítás található: a Makedónia aranya, ahol Szindosz, Agia Paraszkevi, Nea Filadelfia, Makrügialosz, Derveni, Lété, Szerresz és Evroposz temetőinek leleteit állították ki, valamint a Thesszaloniki környéke a történelem előtti időkben, ahol a neolit kortól a késő bronzkorig datálható települések leletei találhatóak.
Jelenleg az archaikus kortól a késő római korig terjedő időszak Thesszalonikiben és Makedóniában talált szobrait a múzeum központi termeiben állíták ki. Ezek a történelem előtti időktől az ókor végéig mutatják be a város és környéke történetét. A kiállításon megtekinthetőek egy i. e. 6. századi ión templom építészeti elemei, szobrok Makedónia minden történelmi korszakából, Galeriusnak a város központjában épült palotakomplexumának ásatási leletei, az Agia Paraszkevi-i makedón sír homlokzatának rekonstrukciója eredeti elemekkel, valamint különféle (főként arany-) leletek a szindoszi temető archaikus és klasszikus korszakaiból. Minden egyes helyiségben egyes kiállítási tárgyakat kiemeltek, ezekről további információk is elérhetőek, amelyek segítenek a látogatónak megérteni a lelet fontosságát és a korszakot, amelyből származik.
Az állandó kiállítások mellett a múzeum jelentős ideiglenes és tematikus kiállításokat is kínál. A Manolisz Andronikosz-teremben például a Makedónia aranypénzei az i. e. 6. századtól i. e. 148-ig című kiállítás tekinthető meg, amely a Makedóniában a jelzett időszakban forgalomban lévő pénzérméket mutatja be. A múzeum előcsarnokában a Pieriában található Makrügialosz ásatásáról látható pár lelet, mellette információ arról, hol tart jelenleg az ásatás.
Az új szárnyban található Makedónia aranya kiállítás a számos közép-makedóniai ásatásról tartalmaz leleteket. A kiállítás, melynek központi témája az arany története, az i. e. 6. századtól i. e. 148-ig mutatja be Makedónia kultúráját, és vele kapcsolatban az arany felhasználását ékszerek, érmék készítéséhez, ruhák díszítéséhez, tárgyak – pl. edények – aranyozásához, valamint az aranybányászat és az aranyékszerek készítésének technológiáját. Számos lelet található itt temetőkből, és megismerhető szerepük is a temetkezési hagyományokban.
A Thesszaloniki a történelem előtti időkben kiállítás a Thesszaloniki-öböl partvidékét igyekszik bemutatni a város felépítése előtti időkből. Bemutatja az első ásatásokat, melyeket még az első világháború alatt végeztek brit és francia katonák, valamint leleteket a környék legfontosabb őskori településeiről (Thermi, Vaszilika, Sztavrupoli, Oraiokasztro, Asszirosz, Tumba, Kasztana), melyeket időrendben három csoportra osztanak (neolitikum, korai és késői bronzkor).

## Jelentősebb tárgyak a gyűjteményből
- Derveni kratér

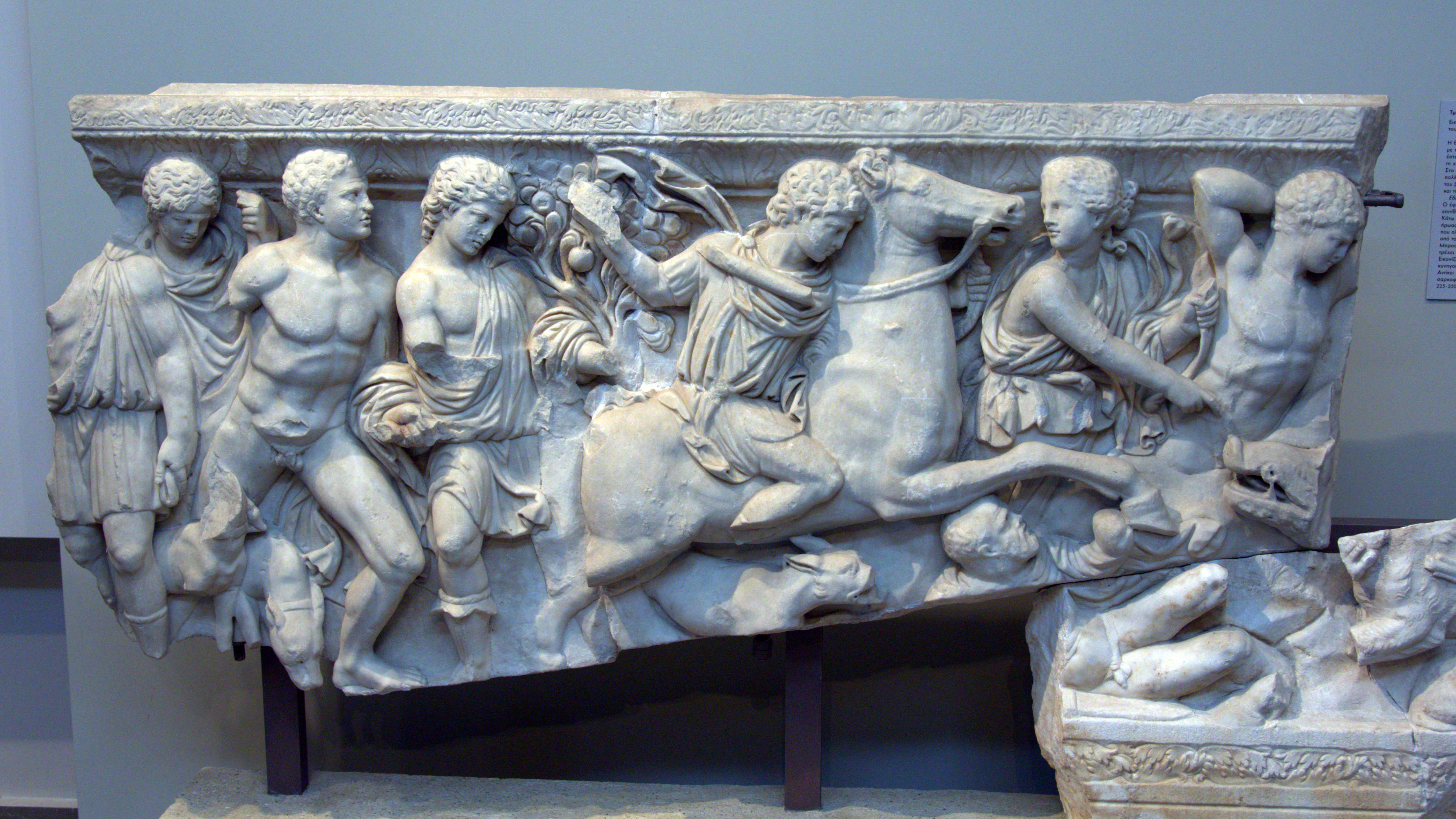
Márványszarkofág részlete, rajta a kaledóniai vadkanvadászat

- Harpokratész szobra (i. e. 2. század vége)
- Szerápisz feje (i. e. 2. század)
- Bronzsisak és aranymaszk (Szindosz temetője, i. e. 6. század vége)
- Márványajtó (Agia Paraszkevi, makedón sír)
- Aphrodité leleplezése, másolat (i. e. 421/420)
- Aranyérmék (i. e. 250–225)
- Mozaikpadlók
- Aranydiadémok, aranykorongok és arany Medúsza-fejek (i. e. 350-325)
- Derveni papirusz (i. e. 5. század vége)

## Galéria

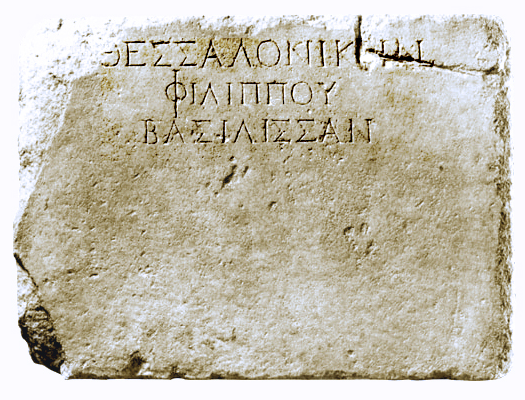
Felirat: „Thesszaloniké királynőnek, Philipposz lányának”
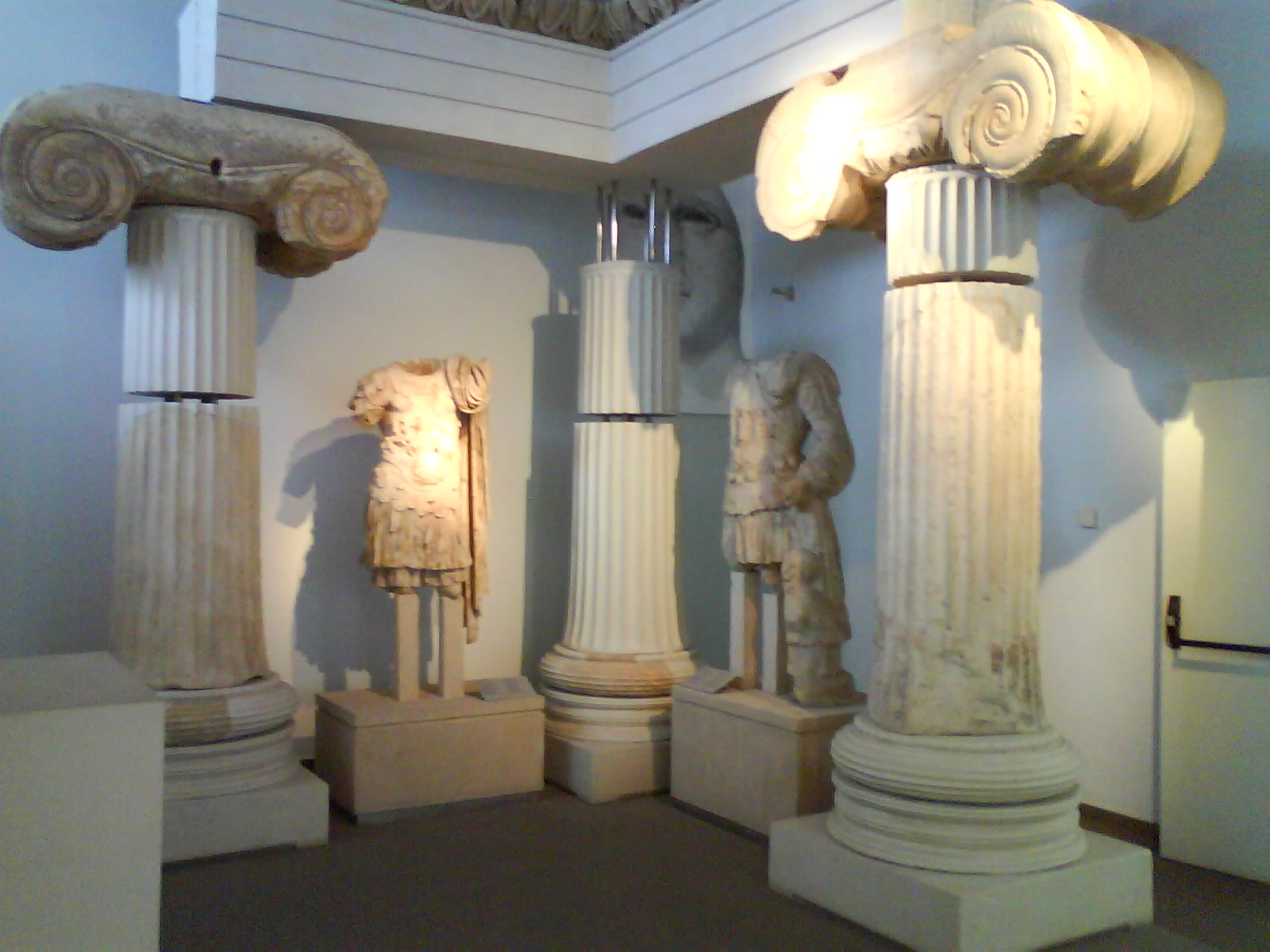
A Thesszalonikiben található, csaknem teljesen eltemetett Aphrodité-templom restaurált részei
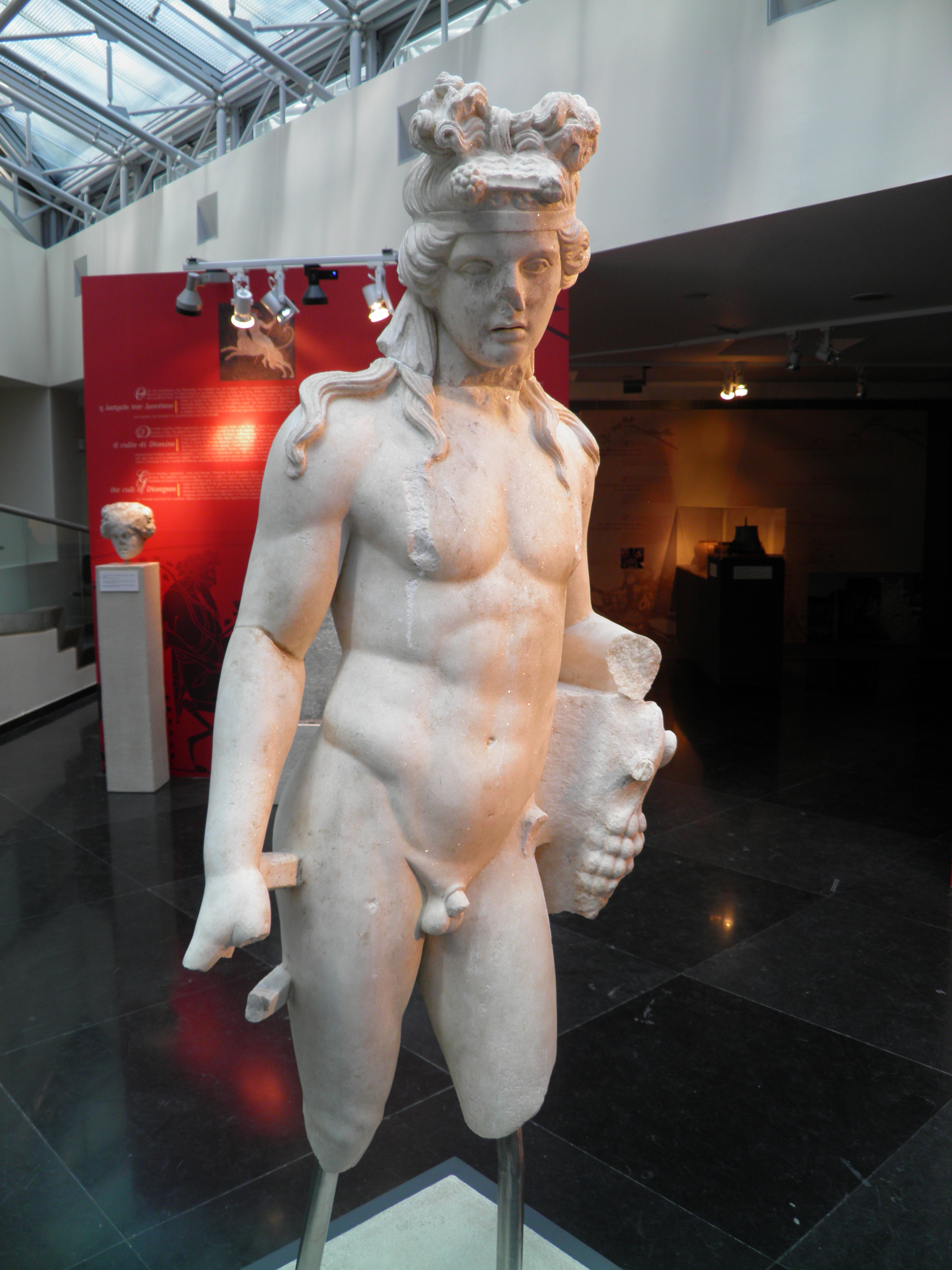
Dionüszosz márványszobra
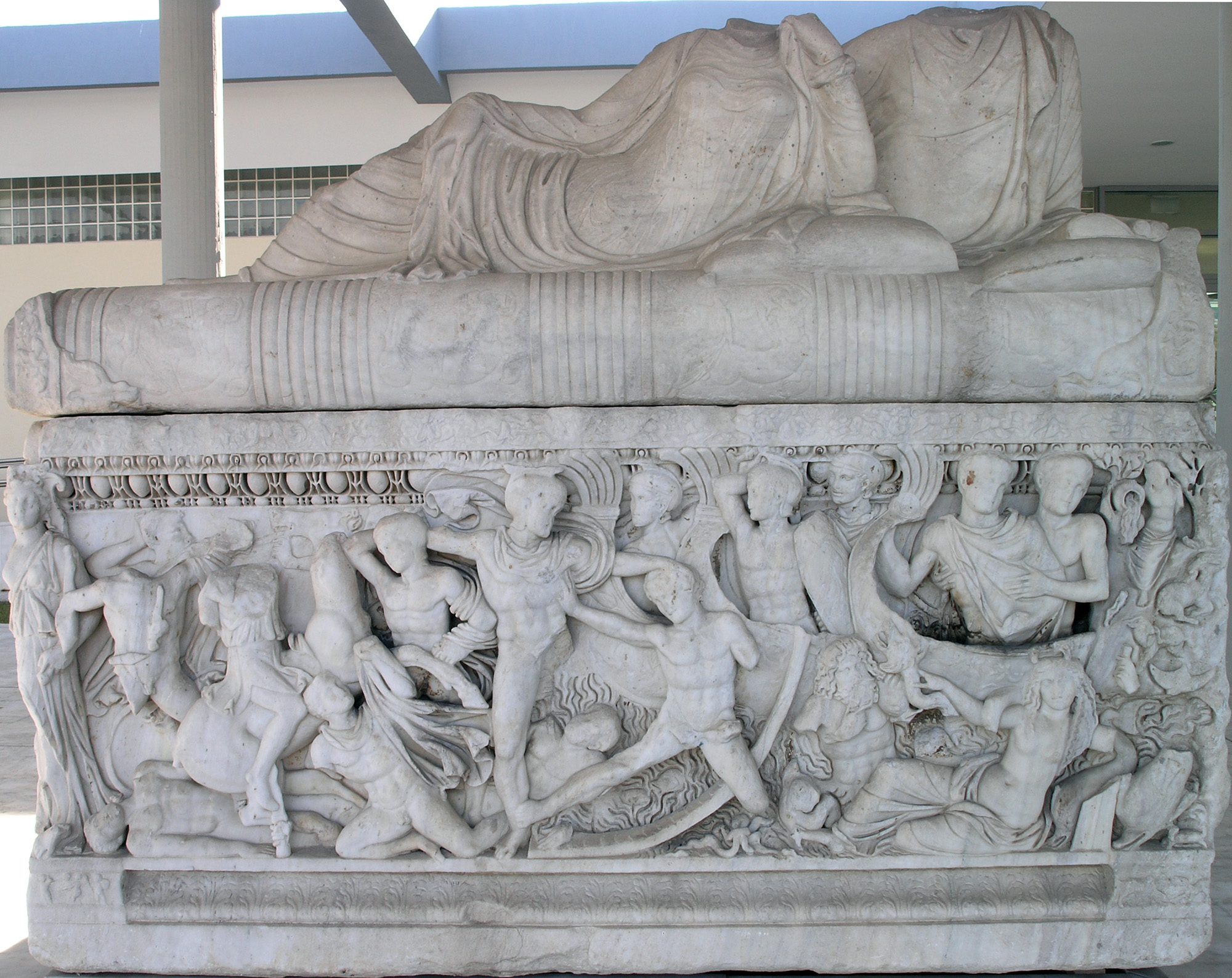
Szarkofág a trójai háború jelenetével
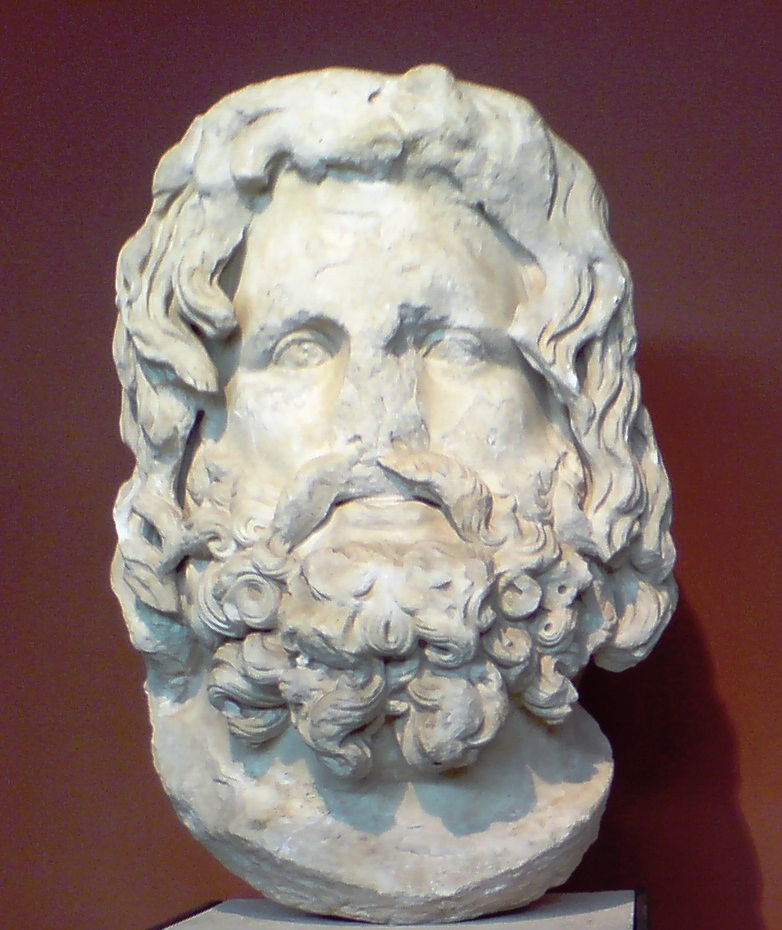
Szerapisz görög-egyiptomi isten feje
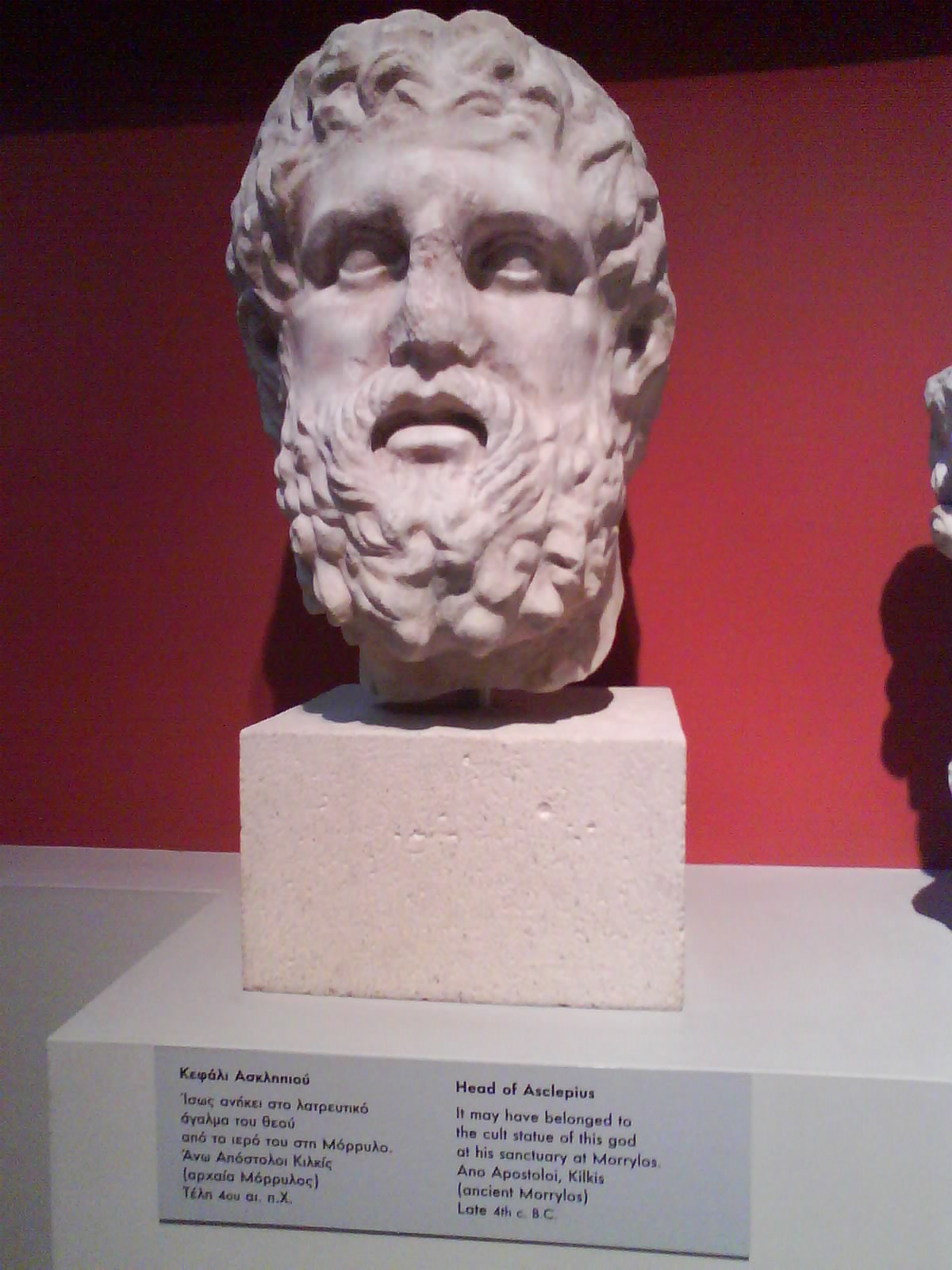
Aszklépiosz feje
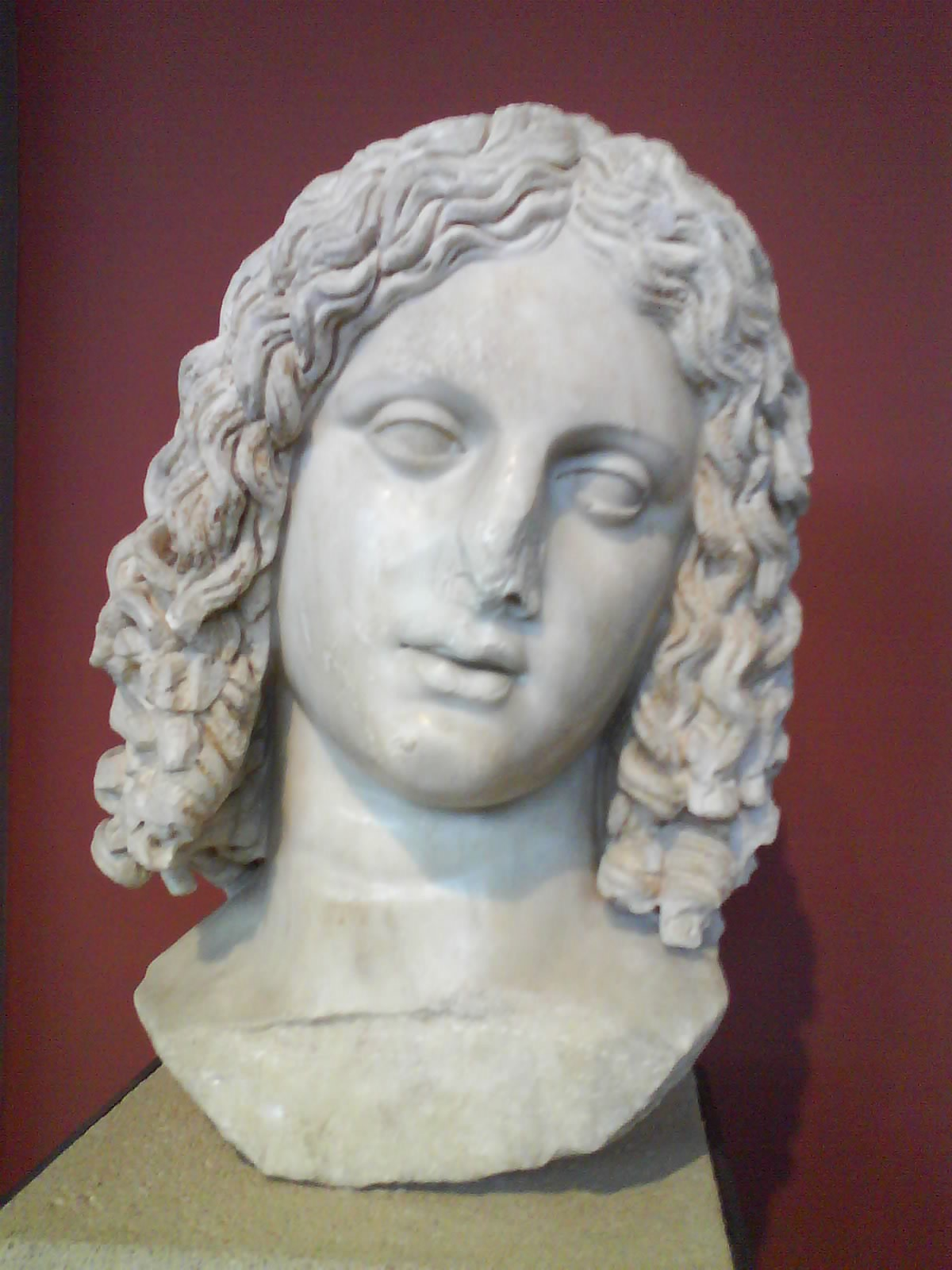
Valószínűleg Nagy Sándor portréja (i. sz. 175-200)
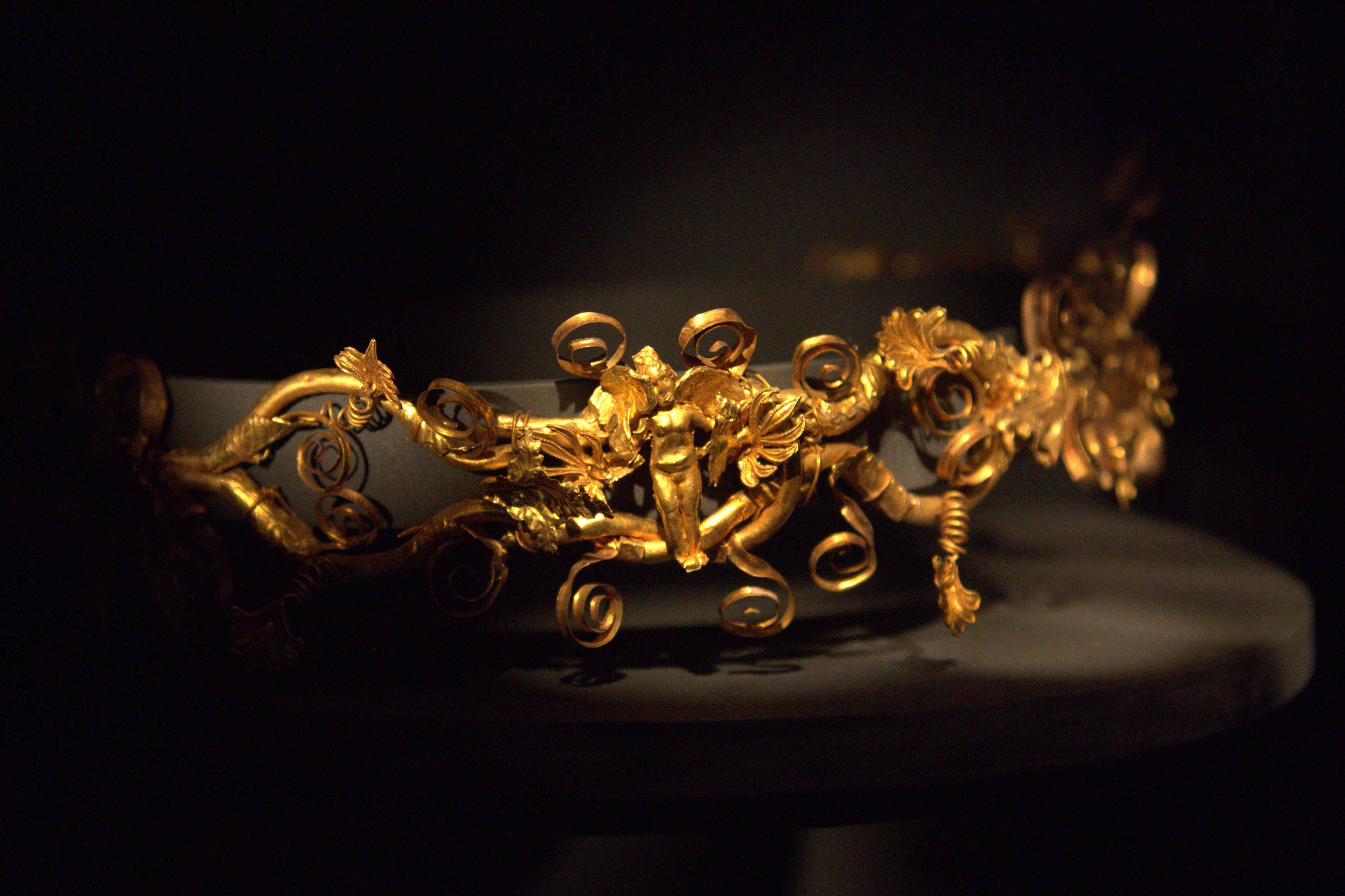
Aranydiadém nyolc líra formájú résszel, akanthuszlevelekkel, indákkal és palmettákkal (i. e. 320-300)
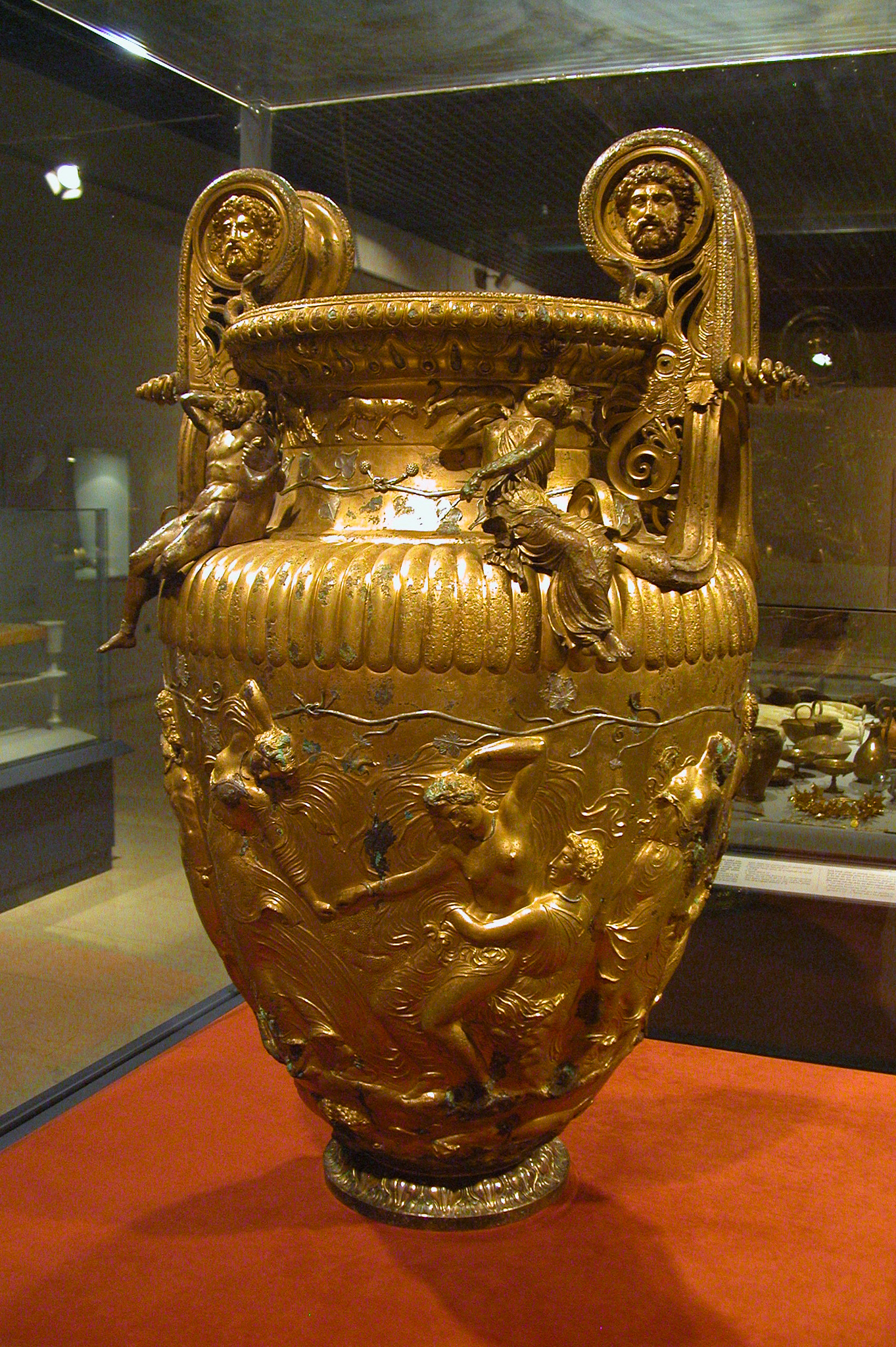
A derveni kratér (edény bor és víz keveréséhez)
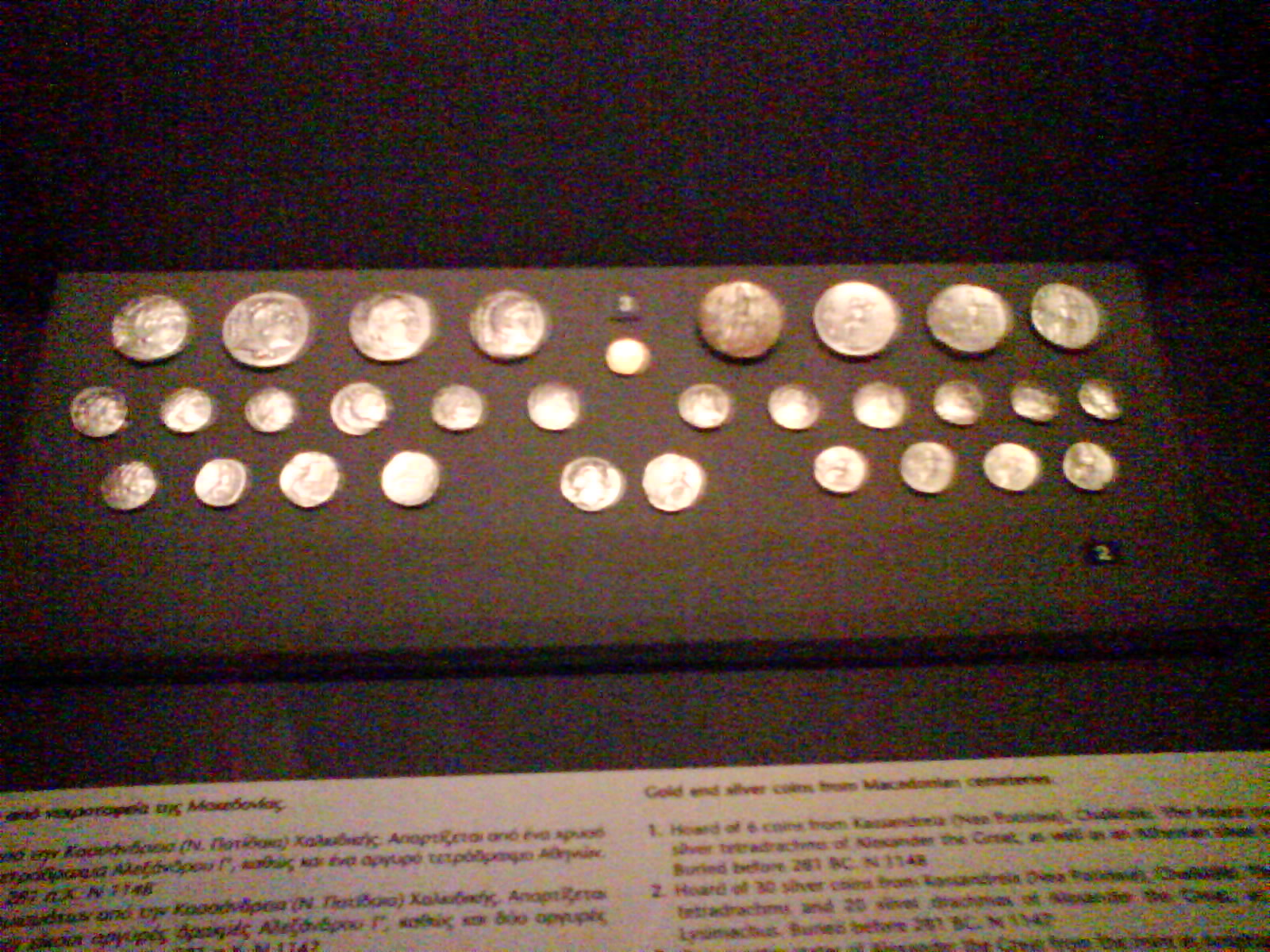
Makedón érmék
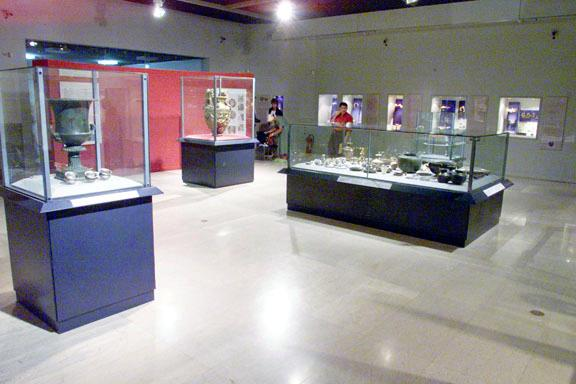
A „Makedónia aranya” kiállítás
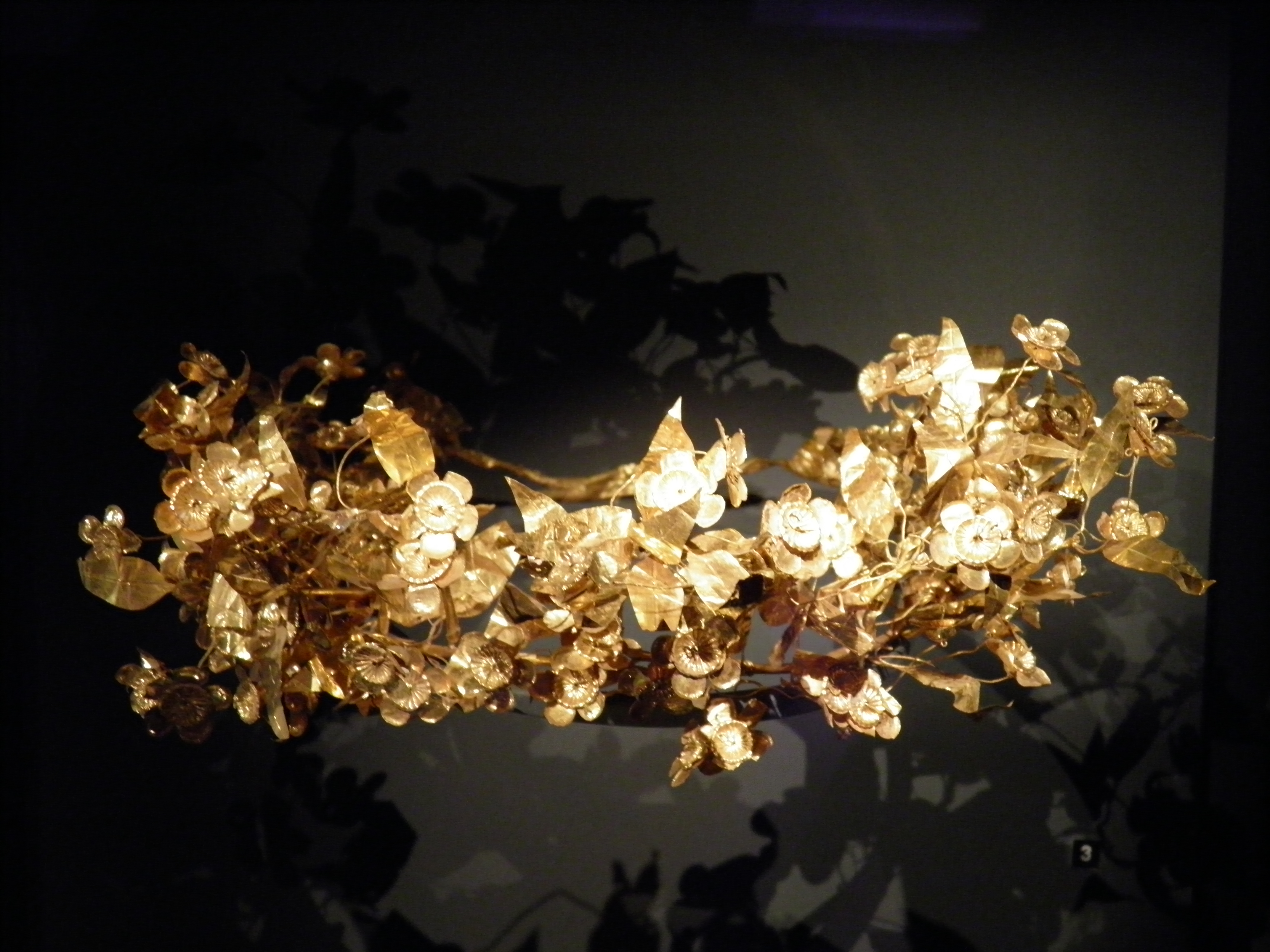
Aranypajzs
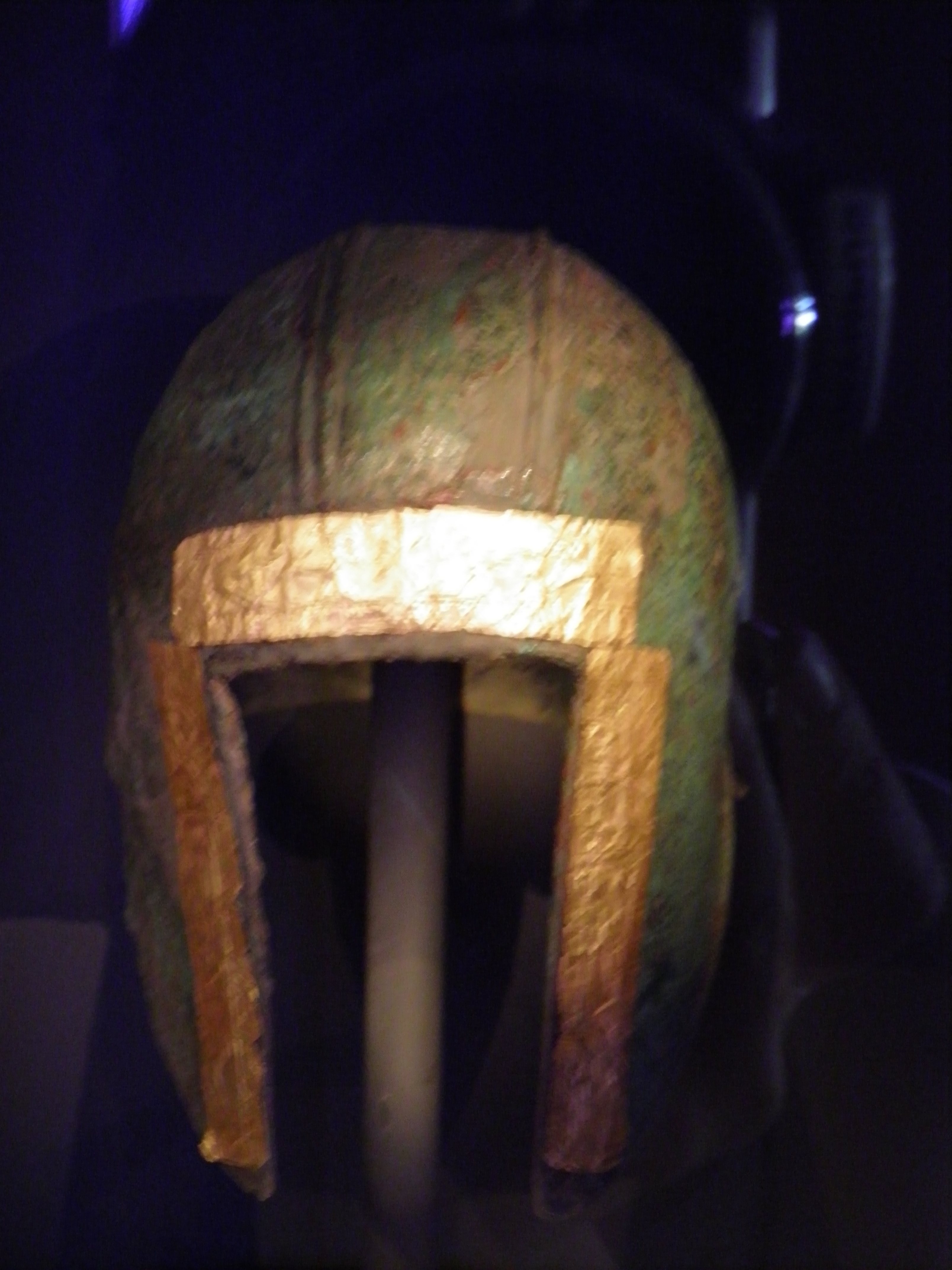
Sisak
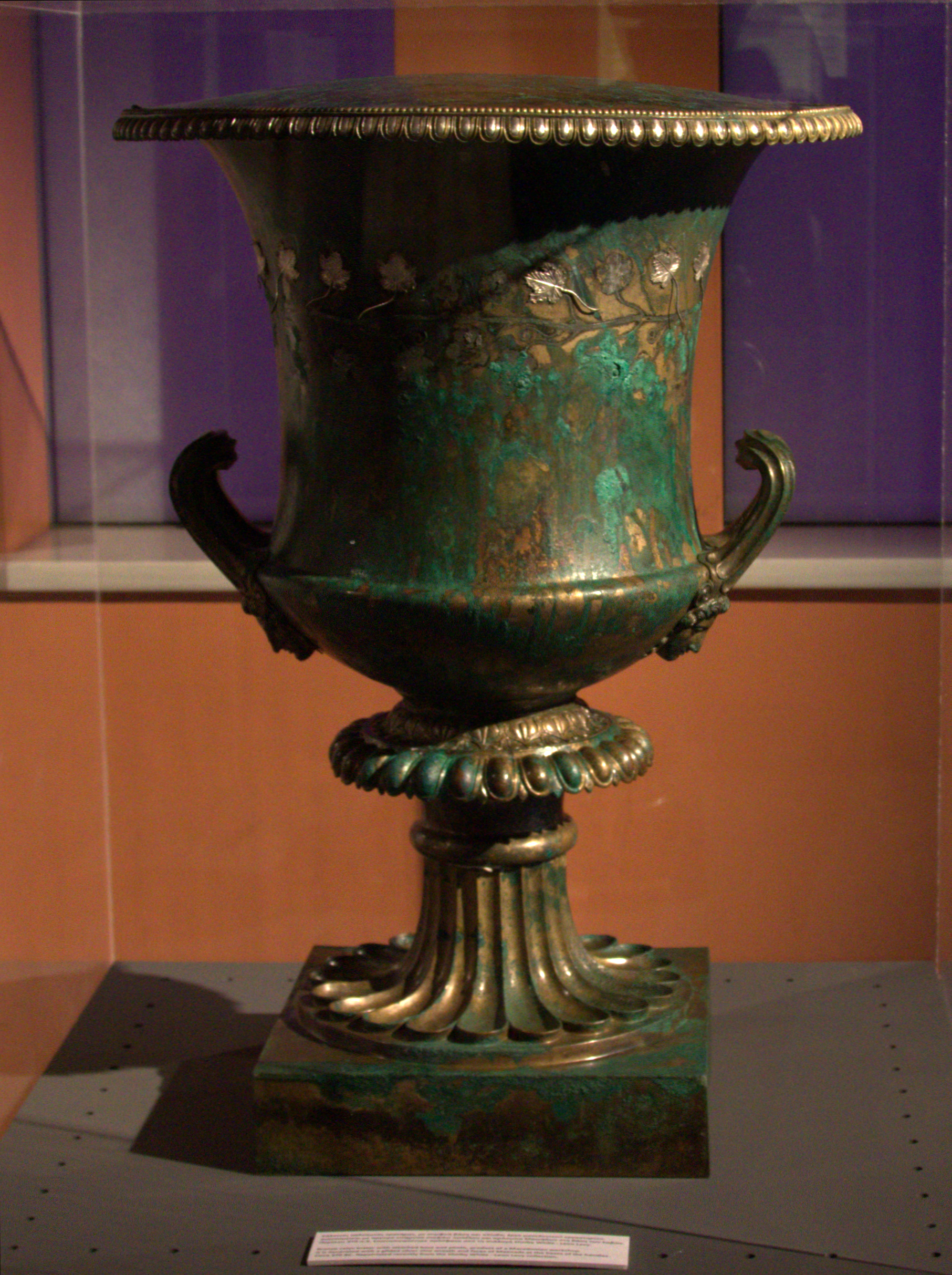
Bronz calyx kratér
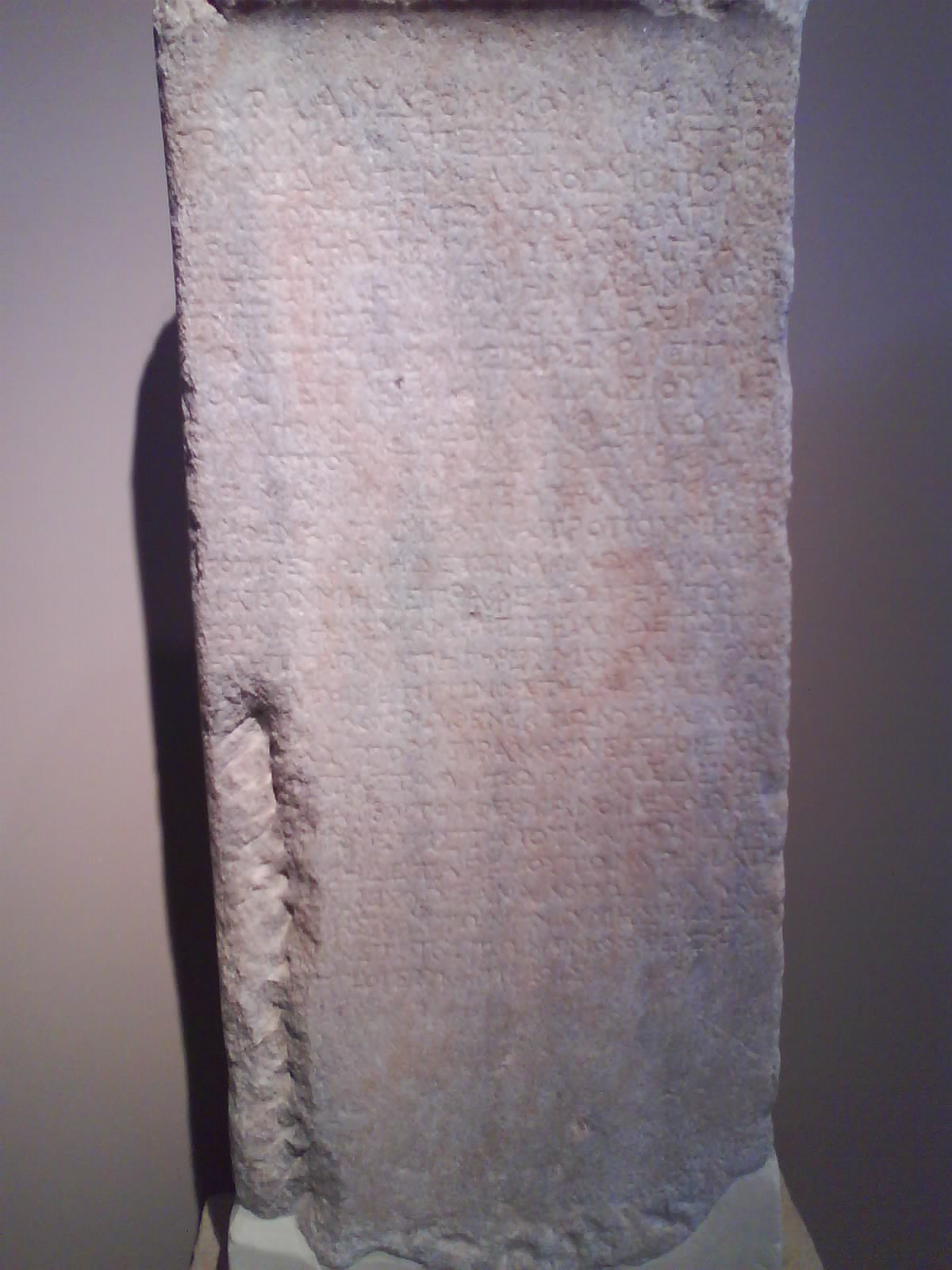
V. Philipposz makedón király felirata
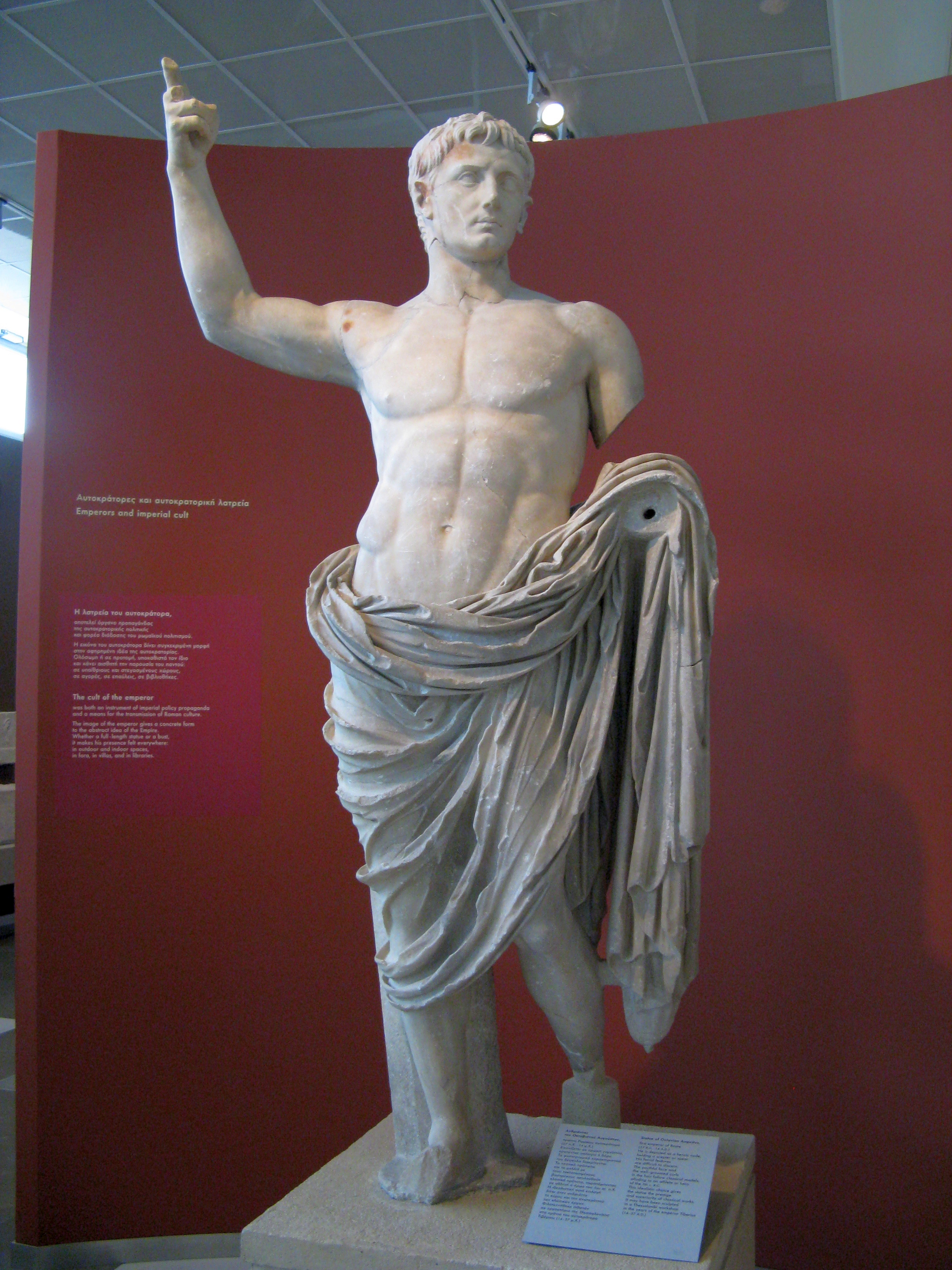
Augustus márványszobra
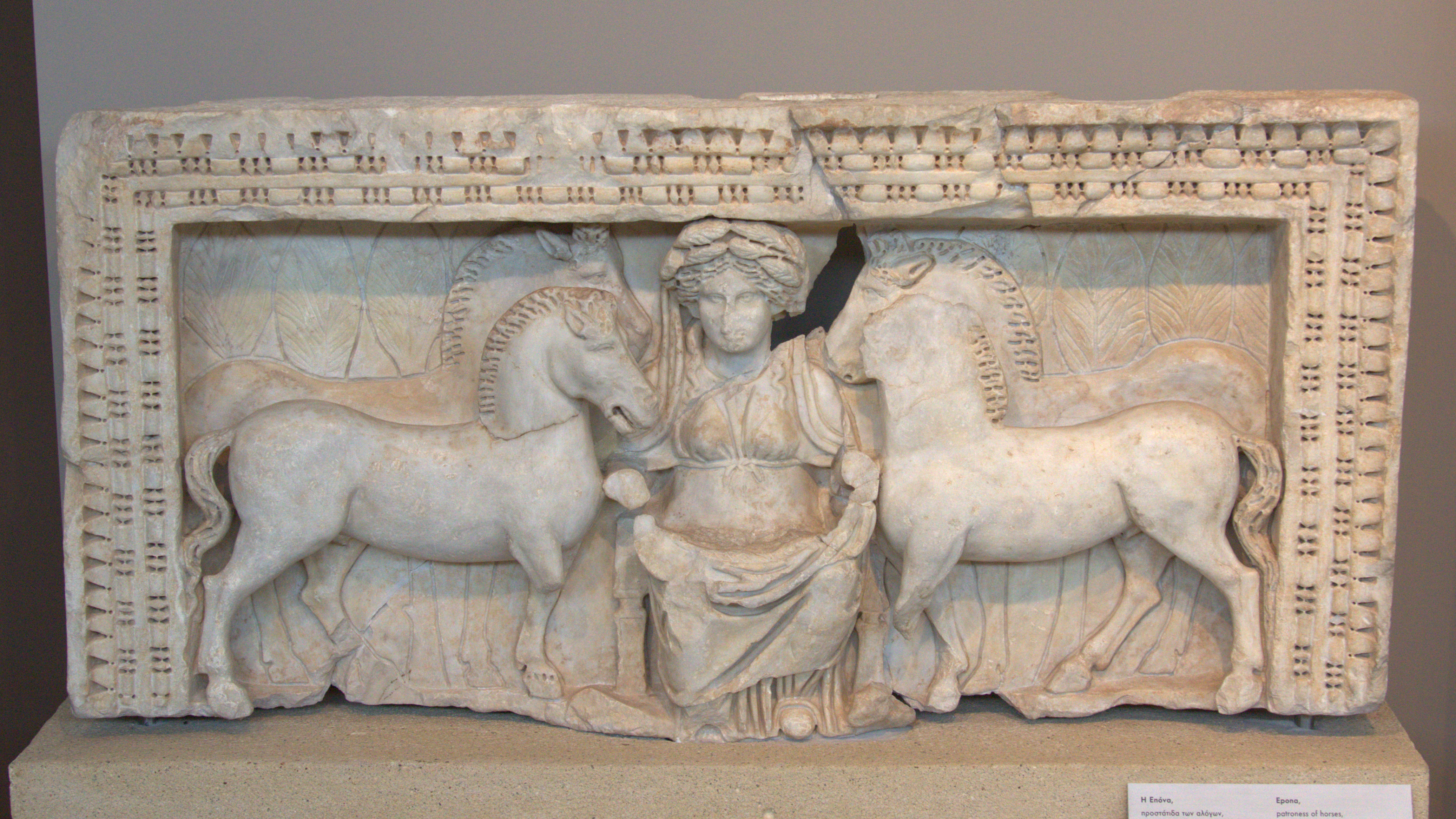
Epona, a lovak kelta istennője, akit valószínűleg Galerius ismertetett meg Thesszaloniki népével
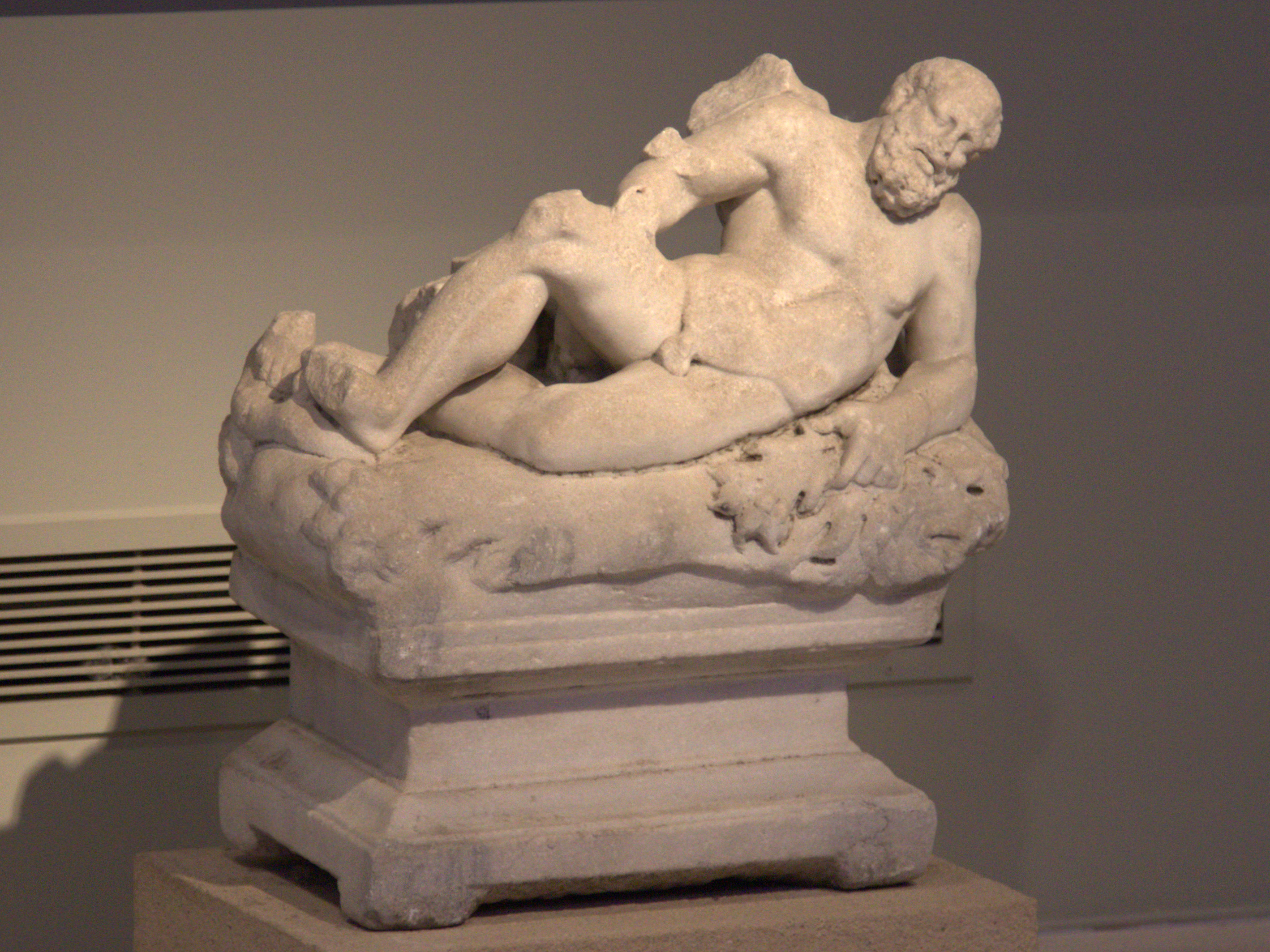
Dionüszosz szobra (i. sz. 200-250)
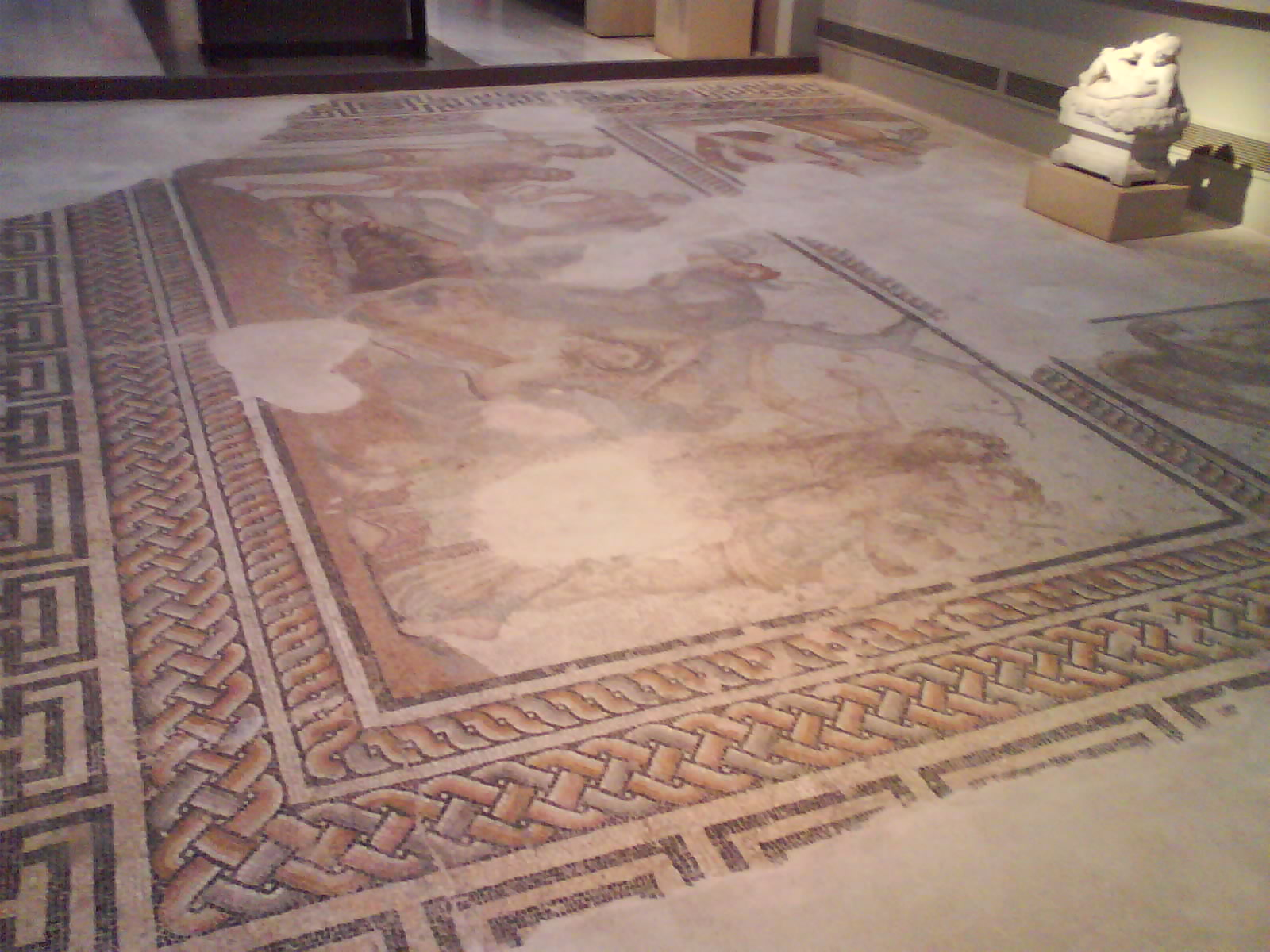
Nagy méretű mozaik

## Fordítás
- Ez a szócikk részben vagy egészben  a   Thessaloniki Archeological Museum című angol Wikipédia-szócikk ezen változatának fordításán alapul.  Az eredeti cikk szerkesztőit annak laptörténete sorolja fel. Ez a jelzés csupán a megfogalmazás eredetét és a szerzői jogokat jelzi, nem szolgál a cikkben szereplő információk forrásmegjelöléseként.

## Külső hivatkozások
- Hivatalos oldal
- Museums of Macedonia
- Hellenic Ministry of Culture and Tourism Archiválva 2008. december 27-i dátummal a Wayback Machine-ben / in Greek Archiválva 2009. december 16-i dátummal a Wayback Machine-ben
- Hellenic Ministry of Foreign Affairs[halott link]
- Archaeological Museum of Thessaloniki - Ebook by Latsis Foundation